# Жерге-Тал
Жерге-Тал (кирг. Жерге-Тал) — село в Ак-Талинском районе Нарынской области Кыргызстана. Входит в состав Ала-Бугинского аильного аймака. Код СОАТЕ — 41704 210 819 02 0.

## География
Село расположено на юго-западе района, на правом берегу реки Алабуга (приток реки Нарын), на расстоянии приблизительно 67 километров от села Баетово, административного центра района. Абсолютная высота — 2200 метров над уровнем моря.

## Климат
Климат резко континентальный с холодной, снежной зимой и прохладным летом. Средняя температура июля +22 градусов Цельсия, января −11. Осадков в среднем 310 мм.

## История
Село основано в 1910 году. Активное заселение села началось с 1985 года. Большая часть населения переселилась из села Чолок-Каин, меньшая часть-из села Кош-Добо.

## Население
534 человек.

## Галерея

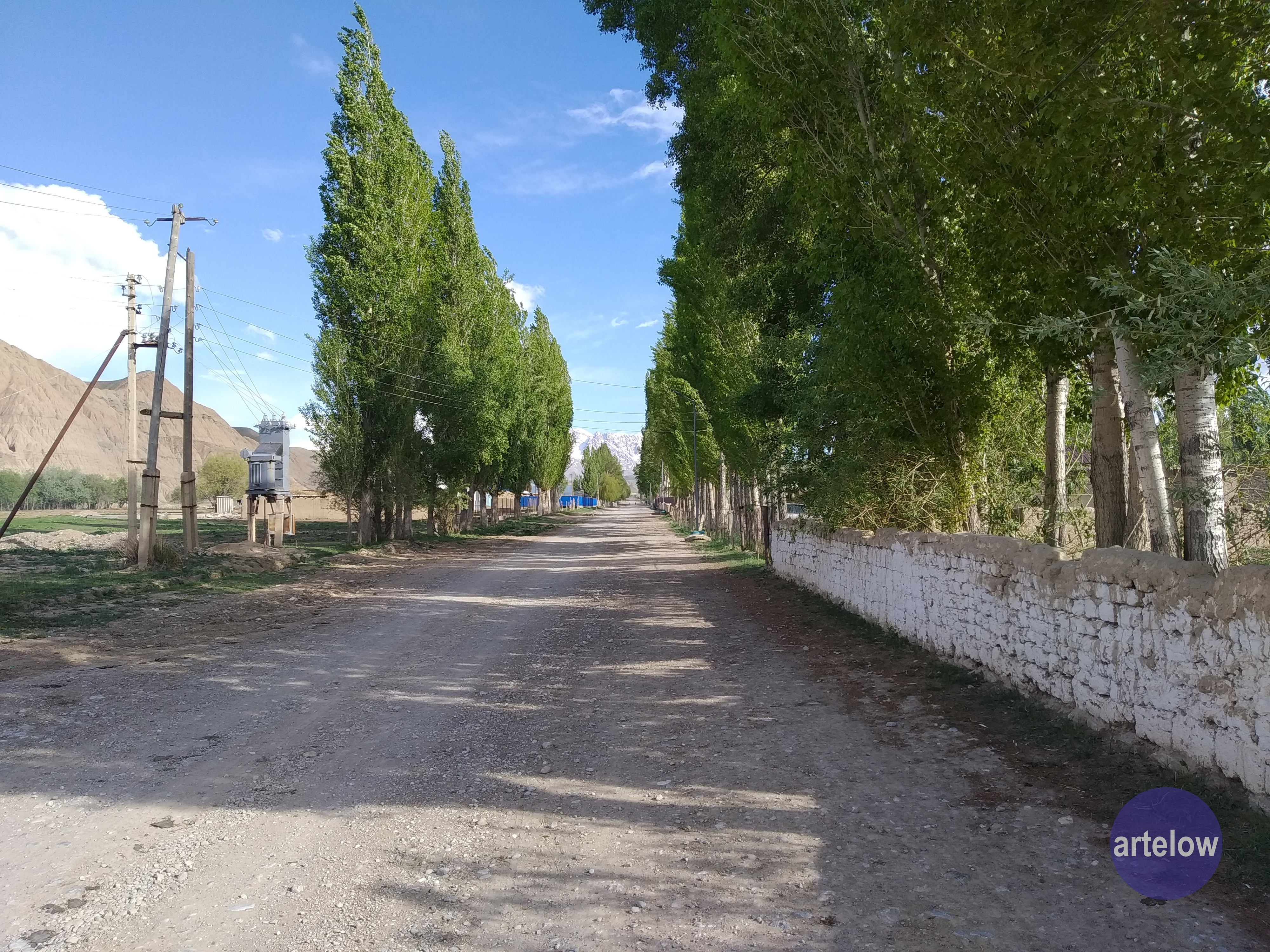
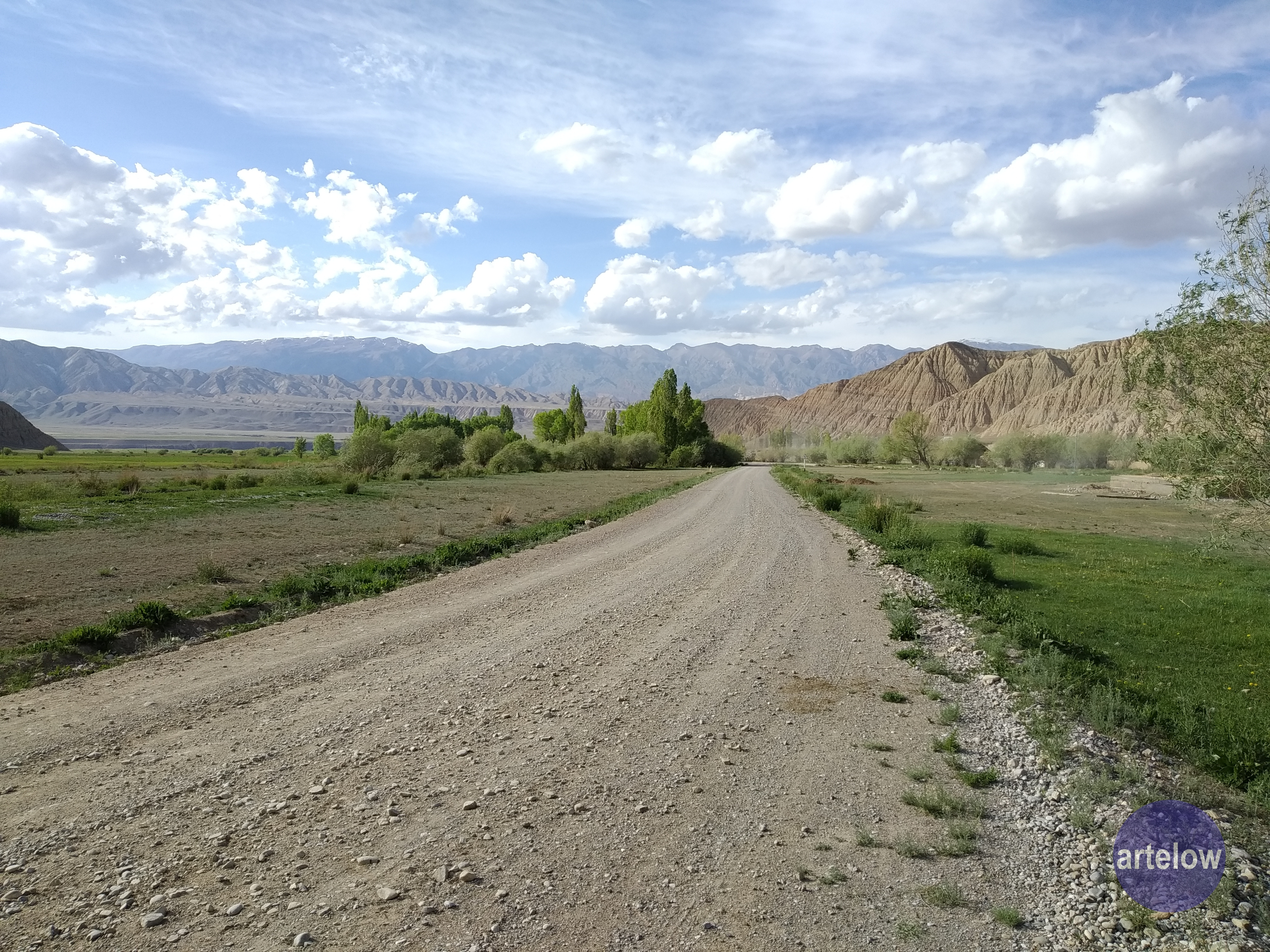
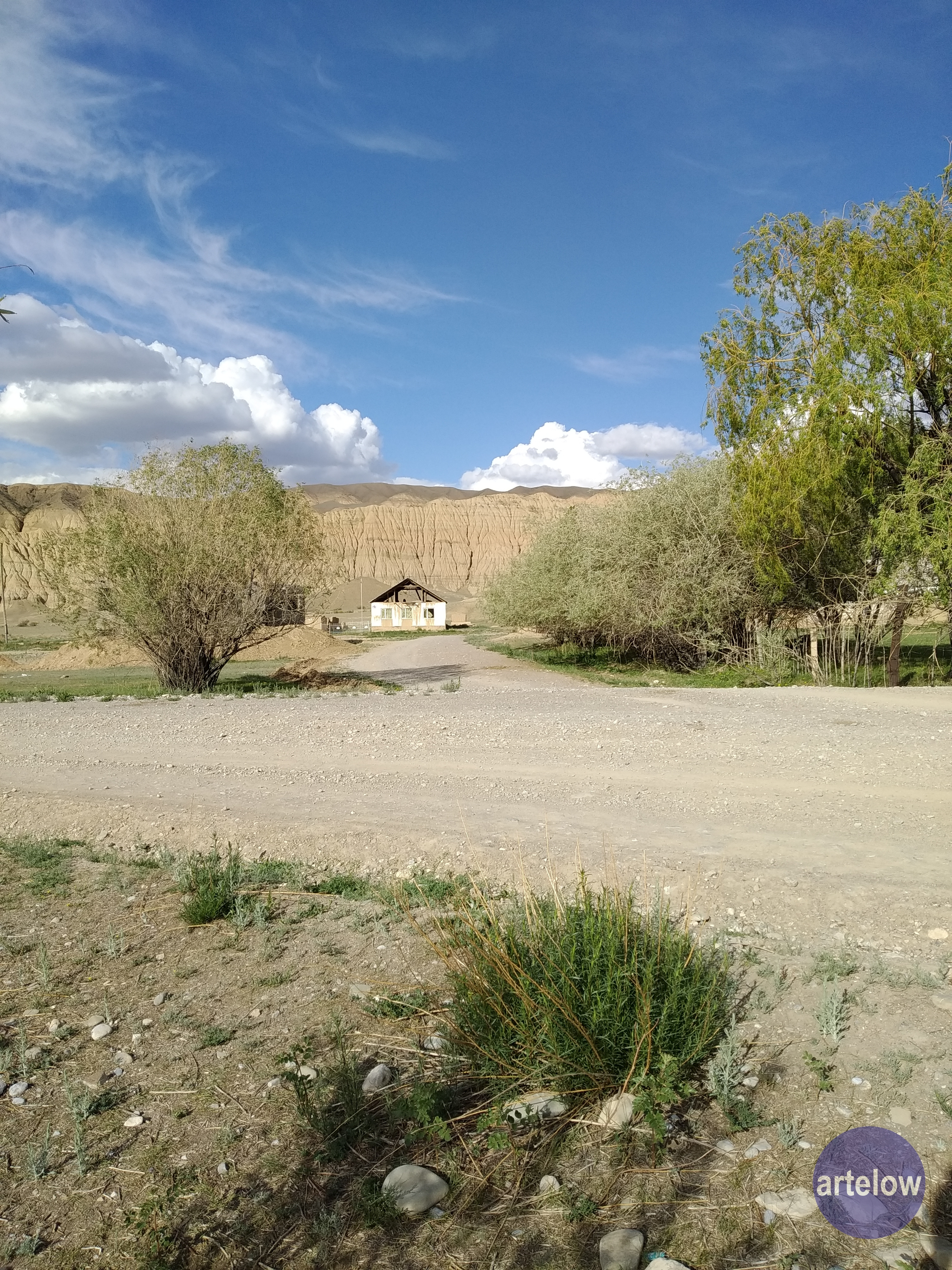
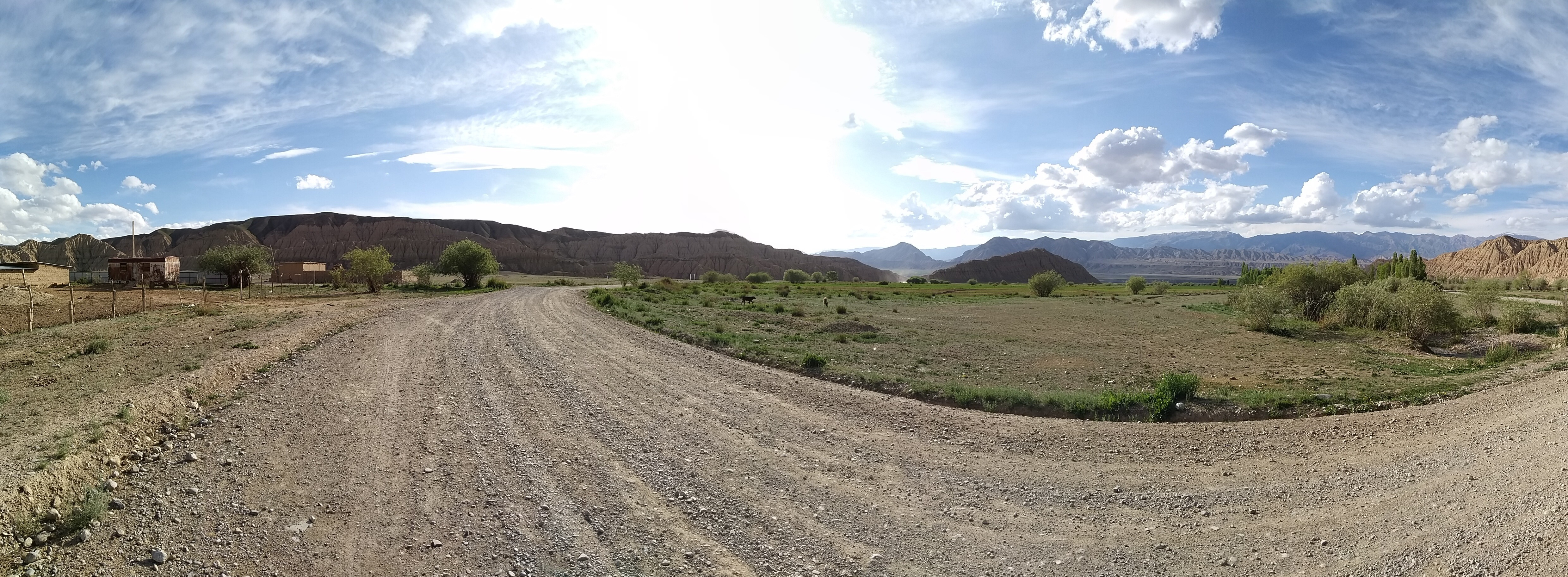
Вид автодороги М-074 и Келте-Чап